# Premier League de Gales 2017-18
La Premier League de Gales 2017-18 fue la edición número 26 de la Premier League de Gales. La temporada comenzó el 11 de agosto de 2017 y terminó el 20 de mayo de 2018.
El The New Saints conquistó su 12° título, alcanzado así su 7 estrella consecutiva

## Sistema de competición
Los 12 equipos jugaron entre sí todos contra todos dos veces totalizando 22 fechas al término de las cuales los equipos se dividieron en dos grupos. El Grupo campeonato lo integraron los seis primeros de la fase regular, mientras que el Grupo descenso lo integraron los seis últimos; dentro de cada grupo los equipos jugaron entre sí todos contra todos dos veces totalizando 10 fechas más. Los equipos mantuvieron el mismo puntaje conseguido en la Fase Regular dentro de cada grupo, por lo que al final de la temporada cada club jugó 32 fechas.
El primer clasificado del Grupo campeonato se clasifica a la primera ronda de la Liga de Campeones 2018-19. El segundo clasificado del Grupo campeonato se clasifica a la primera ronda de la Liga Europa 2018-19, mientras que los equipos clasificados desde el tercer lugar hasta el último del Grupo campeonato más el primer clasificado del Grupo descenso jugarán los Play-offs por un cupo en la primera ronda de la Liga Europa 2018-19. Los dos últimos clasificados del Grupo descenso descendieron a la Cymru Alliance 2019-20 o a la First Division 2019-20, dependiendo a cual de las dos ligas estén afiliados los equipos.
Un tercer cupo para la Liga Europa 2018-19 fue asignado al campeón de la Copa de Gales.

## Equipos 2017-18
| Club                 | Ciudad        | Estadio         | Capacidad |
| -------------------- | ------------- | --------------- | --------- |
| Aberystwyth Town     | Aberystwyth   | Park Avenue     | 5.000     |
| Bala Town            | Bala          | Maes Tegid      | 3.000     |
| Bangor City          | Bangor        | Nantporth       | 3.000     |
| Barry Town United    | Barry         | Jenner Park     | 3.500     |
| Cardiff MU           | Cardiff       | Cyncoed Campus  | 1.620     |
| Carmarthen Town      | Carmarthen    | Richmond Park   | 3.000     |
| Cefn Druids          | Wrexham       | The Rock        | 3.000     |
| Connah's Quay Nomads | Connah's Quay | Deeside Stadium | 1.500     |
| Llandudno            | Llandudno     | Park MBi Maesdu | 1.013     |
| Newtown              | Newtown       | Latham Park     | 5.000     |
| Prestatyn Town       | Prestatyn     | Bastion Road    | 2.000     |
| The New Saints       | Oswestry      | Park Hall       | 2.000     |

### Ascensos y descensos
| Pos. | Ascendido de Cymru Alliance 2016-17 |
| ---- | ----------------------------------- |
| 1    | Prestatyn Town                      |
| Pos. | Ascendido de First Division 2016-17 |
| 1    | Barry Town                          |

| Pos. | Descendidos de Premier League 2016-17 |
| ---- | ------------------------------------- |
| 11   | Rhyl                                  |
| 12   | Airbus UK                             |

## Fase Regular

### Clasificación
| Pos. | Equipo                          | Pts. | PJ | G  | E | P  | GF | GC | Dif. | Clasificación 2017–18    |
| ---- | ------------------------------- | ---- | -- | -- | - | -- | -- | -- | ---- | ------------------------ |
| 1    | The New Saints                  | 53   | 22 | 17 | 2 | 3  | 58 | 22 | +36  | Ronda por el campeonato  |
| 2    | Connah's Quay Nomads            | 41   | 22 | 12 | 5 | 5  | 35 | 20 | +15  | Ronda por el campeonato  |
| 3    | Bangor City                     | 39   | 22 | 12 | 3 | 7  | 36 | 24 | +12  | Ronda por el campeonato  |
| 4    | Bala Town                       | 39   | 22 | 12 | 3 | 7  | 26 | 29 | −3   | Ronda por el campeonato  |
| 5    | Cardiff Metropolitan University | 38   | 22 | 11 | 5 | 6  | 35 | 17 | +18  | Ronda por el campeonato  |
| 6    | Cefn Druids                     | 31   | 22 | 8  | 7 | 7  | 23 | 25 | −2   | Ronda por el campeonato  |
| 7    | Llandudno                       | 28   | 22 | 7  | 7 | 8  | 22 | 20 | +2   | Ronda por la permanencia |
| 8    | Newtown                         | 27   | 22 | 8  | 3 | 11 | 32 | 35 | −3   | Ronda por la permanencia |
| 9    | Barry Town                      | 27   | 22 | 8  | 3 | 11 | 20 | 25 | −5   | Ronda por la permanencia |
| 10   | Aberystwyth Town                | 22   | 22 | 6  | 4 | 12 | 31 | 41 | −10  | Ronda por la permanencia |
| 11   | Prestatyn Town                  | 15   | 22 | 4  | 3 | 15 | 23 | 53 | −30  | Ronda por la permanencia |
| 12   | Carmarthen Town                 | 12   | 22 | 3  | 3 | 16 | 16 | 46 | −30  | Ronda por la permanencia |

Actualizado a los partidos jugados el 13 de enero de 2018.
 Fuente: Soccerway

### Tabla de resultados cruzados
| Local \ Visitante               | ABE | BAL | BAN | BAR | CMU | CAR | CEF | CON | LLA | NEW | PRE | TNS |
| ------------------------------- | --- | --- | --- | --- | --- | --- | --- | --- | --- | --- | --- | --- |
| Aberystwyth Town                | —   | 1–2 | 2–3 | 0–0 | 0–2 | 1–2 | 1–0 | 4–2 | 0–2 | 3–0 | 7–1 | 1–2 |
| Bala Town                       | 1–1 | —   | 0–1 | 2–0 | 2–1 | 0–4 | 2–1 | 1–1 | 2–1 | 3–0 | 1–0 | 0–3 |
| Bangor City                     | 3–2 | 5–0 | —   | 0–1 | 2–3 | 1–0 | 0–1 | 1–0 | 0–1 | 3–1 | 1–0 | 5–2 |
| Barry Town                      | 1–1 | 0–1 | 1–1 | —   | 1–0 | 3–1 | 1–3 | 0–1 | 2–0 | 2–0 | 4–0 | 0–1 |
| Cardiff Metropolitan University | 1–1 | 1–2 | 3–1 | 3–0 | —   | 5–0 | 1–1 | 0–0 | 1–0 | 2–0 | 2–1 | 0–0 |
| Carmarthen Town                 | 1–0 | 0–1 | 0–0 | 1–2 | 0–2 | —   | 0–1 | 1–2 | 0–0 | 0–2 | 0–3 | 0–5 |
| Cefn Druids                     | 2–0 | 3–0 | 0–2 | 2–1 | 0–3 | 0–0 | —   | 0–1 | 0–0 | 0–0 | 2–2 | 1–3 |
| Connah's Quay Nomads            | 5–1 | 1–0 | 0–2 | 3–0 | 1–0 | 3–1 | 1–1 | —   | 1–1 | 4–0 | 2–1 | 2–2 |
| Llandudno                       | 2–3 | 1–1 | 0–0 | 1–0 | 0–0 | 3–0 | 1–2 | 1–0 | —   | 2–1 | 2–2 | 0–1 |
| Newtown                         | 4–0 | 1–3 | 1–2 | 3–0 | 3–2 | 4–1 | 1–1 | 0–1 | 2–1 | —   | 3–0 | 2–3 |
| Prestatyn Town                  | 1–2 | 0–2 | 4–2 | 1–0 | 0–2 | 3–2 | 1–2 | 0–4 | 1–3 | 0–0 | —   | 1–4 |
| The New Saints                  | 4–0 | 3–0 | 2–1 | 0–1 | 2–1 | 5–2 | 4–0 | 3–0 | 1–0 | 2–4 | 6–1 | —   |

## Ronda por el campeonato

### Clasificación
| Pos. | Equipo                          | Pts. | PJ | G  | E | P  | GF | GC | Dif. | Clasificación 2018–19                              |
| ---- | ------------------------------- | ---- | -- | -- | - | -- | -- | -- | ---- | -------------------------------------------------- |
| 1    | The New Saints (C)              | 74   | 32 | 23 | 5 | 4  | 83 | 32 | +51  | Primera Ronda de la Liga de Campeones              |
| 2    | Bangor City                     | 60   | 32 | 19 | 3 | 10 | 49 | 32 | +17  | Descenso a Cymru Alliance 2018-19                  |
| 3    | Connah's Quay Nomads            | 57   | 32 | 17 | 6 | 9  | 46 | 29 | +17  | Primera Ronda de la Liga Europa                    |
| 4    | Bala Town                       | 49   | 32 | 15 | 4 | 13 | 37 | 48 | −11  | Ronda preliminar de la Liga Europa                 |
| 5    | Cefn Druids (O)                 | 44   | 32 | 12 | 8 | 12 | 38 | 41 | −3   | Play-offs para entrar en la Liga Europa de la UEFA |
| 6    | Cardiff Metropolitan University | 43   | 32 | 12 | 7 | 13 | 46 | 41 | +5   | Play-offs para entrar en la Liga Europa de la UEFA |

Actualizado a los partidos jugados el 27 de mayo de 2018.
 Fuente: Soccerway
Notas:
1. ↑  Bangor City fue relegado tras no conseguir la licencia para la Premier League de Gales 2018-19, por lo tanto Carmarthen Town permanece en la liga para la siguiente temporada.[1]
2. ↑  Connah's Quay Nomads se clasificó a la Liga Europa 2018-19 al ganar la Copa de Gales 2017-18.

### Tabla de resultados cruzados
| Local \ Visitante    | BAL | BAN | CMU | CEF | CON | TNS |
| -------------------- | --- | --- | --- | --- | --- | --- |
| Bala Town            | —   | 1–2 | 1–0 | 1–0 | 0–1 | 1–4 |
| Bangor City          | 1–2 | —   | 3–0 | 1–0 | 1–0 | 1–0 |
| Cardiff MU           | 4–3 | 1–2 | —   | 1–3 | 0–2 | 1–1 |
| Cefn Druids          | 3–1 | 0–2 | 3–1 | —   | 2–0 | 2–2 |
| Connah's Quay Nomads | 1–1 | 1–0 | 3–0 | 2–1 | —   | 0–1 |
| The New Saints       | 3–0 | 3–0 | 3–3 | 5–1 | 3–1 | —   |

## Ronda por la permanencia

### Clasificación
| Pos. | Equipo           | Pts. | PJ | G  | E | P  | GF | GC | Dif. | Clasificación 2018-19                              |
| ---- | ---------------- | ---- | -- | -- | - | -- | -- | -- | ---- | -------------------------------------------------- |
| 1    | Barry Town       | 53   | 32 | 16 | 5 | 11 | 39 | 31 | +8   | Play-offs para entrar en la Liga Europa de la UEFA |
| 2    | Newtown          | 46   | 34 | 14 | 4 | 16 | 52 | 55 | −3   |                                                    |
| 3    | Aberystwyth Town | 37   | 32 | 10 | 7 | 15 | 47 | 56 | −9   |                                                    |
| 4    | Llandudno        | 36   | 32 | 9  | 9 | 14 | 39 | 44 | −5   |                                                    |
| 5    | Carmarthen Town  | 29   | 32 | 8  | 5 | 19 | 35 | 62 | −27  |                                                    |
| 6    | Prestatyn Town   | 19   | 32 | 4  | 7 | 21 | 27 | 67 | −40  | Descenso a Cymru Alliance 2018-19                  |

Actualizado a los partidos jugados el 27 de mayo de 2018.
 Fuente: Soccerway

### Tabla de resultados cruzados
| Local \ Visitante | ABE | BAR | CAR | LLA | NEW | PRE |
| ----------------- | --- | --- | --- | --- | --- | --- |
| Aberystwyth Town  | —   | 0–2 | 1–1 | 3–1 | 5–3 | 1–1 |
| Barry Town        | 3–1 | —   | 1–0 | 4–1 | 1–1 | 2–0 |
| Carmarthen Town   | 3–3 | 0–1 | —   | 3–2 | 3–2 | 3–1 |
| Llandudno         | 1–0 | 2–3 | 3–2 | —   | 3–4 | 2–2 |
| Newtown           | 0–1 | 1–2 | 2–3 | 3–2 | —   | 3–0 |
| Prestatyn Town    | 0–1 | 0–0 | 0–1 | 0–0 | 0–1 | —   |

## Play-offs de la UEFA Europa League
Los equipos que terminaron en los puestos quinto a séptimo al final de la temporada participaron en los play-offs que determino el tercer participante para la UEFA Europa League 2018-19, que se clasificaron para la ronda preliminar .
|}

### Final
| Equipo 1   | Resultado | Equipo 2   |
| ---------- | --------- | ---------- |
| Cardiff MU | 4–1       | Barry Town |

|}

## Goleadores
| Equipo 1    | Resultado | Equipo 2   |
| ----------- | --------- | ---------- |
| Cefn Druids | 1–0       | Cardiff MU |

| Pos. | Jugador         | Club                 | Goles |
| ---- | --------------- | -------------------- | ----- |
| 1    | Greg Draper     | The New Saints       | 21    |
| 2    | Eliot Evans     | Cardiff MU           | 14    |
| 3    | Wes Fletcher    | The New Saints       | 13    |
| 4    | Kayne McLaggon  | Barry Town           | 12    |
| 5    | Adam Roscrow    | Cardiff MU           | 11    |
| 5    | Declan Walker   | Aberystwyth Town     | 11    |
| 5    | Michael Wilde   | Connah's Quay Nomads | 11    |
| 5    | Dean Rittenberg | Bangor City          | 11    |
| 9    | Mike Hayes      | Bala Town            | 9     |
| 9    | Craig Hobson    | Aberystwyth Town     | 9     |